# Manolo Caracol
Manolo Caracol, gitan, né à Séville le 9 juillet 1909 et mort à Madrid le 24 février 1973, est un chanteur espagnol de flamenco.

## Biographie
Appartenant à une longue lignée d'artistes de flamenco, il descend du légendaire El Planeta. Âgé seulement de treize ans, Manuel Ortega Juarez de son nom de naissance, se fit connaître en 1922 en remportant ex aequo avec El Tenazas, le premier prix du concours de cante jondo de Grenade, organisé par Manuel de Falla et Federico García Lorca. Dans les années 1940 il se produira avec sa compagne Lola Flores dans des spectacles qui avaient peu à voir avec le flamenco, et se lia d'amitié avec le toréro Manolete. Dans les années cinquante, il mena de front deux carrières, l'une théâtrale, dans un genre commercial où le flamenco laissait place aux zambras et autres styles de musiques populaires et sentimentales, et l'autre axée sur le flamenco pur, à travers des enregistrements où il est souvent accompagné de son guitariste attitré Melchor de Marchena, notamment pour des seguiriyas. Il fit aussi des apparitions au cinéma notamment avec Lola Flores. Il meurt en 1973 dans un accident de voiture à Madrid. Il a sa statue à Séville dans le quartier de la Alameda de Hércules.

## Filmographie
Manolo Caracol est apparu dans quatre films (dont trois avec Lola Flores), Un caballero famoso (1942 ), Embrujo (1947), Black Jack (1950) de Julien Duvivier, La Niña de la venta (1951), et dans le feuilleton télévisé Noche del sábado.
En 2007 il est incarné par le comédien José Luis García Pérez dans le film de Miguel Hermoso Lola, la película qui évoque la vie de Lola Flores.